# Panenství (román)
Panenství je první rozsáhlejší prozaická práce české spisovatelky Marie Majerové. Dílo nejprve vycházelo časopisecky v Dělnických listech. Po vlně pozitivního ohlasu širší veřejnosti, ale i literárních kritiků bylo Panenství v roce 1907 vydáno v knižní podobě. Panenství je označováno za sociální román, popisuje a kritizuje pražskou společnost na přelomu 19. a 20. století.

## Děj
Mladá Hanka je nucena opustit svůj rodný domov a najít si práci. Tu získá v restauraci pana Nevostrého. Své city Hanka chová k Jimešovi, který je vážně nemocen. Jeho možností uzdravit se, je finančně náročná rekonvalescence v cizí zemi. Jimeš si ji ale z finančních důvodu nemůže dovolit. Hanka se proto rozhodne, že převezme záchranu jeho života do vlastních rukou, a to tím, že své panenství prodá starému panu Radovi, čímž tak získá finance. To se jí ale nepodaří, jelikož jí to nedovolí její svědomí a před aktem uteče. Jimešův zdravotní stav na tom není vůbec dobře. V té chvíli je Hanka zasnoubena s panem Nevostrým, jejím zaměstnavatelem, avšak o svatební noci ho uškrtí. Jimeš umírá, Hanka zachovajíc si své panenství pro Jimeše zešílí a zemře na zánět mozkových blan.

## Interpretace
Dílo je považováno za sociální román, který zobrazuje život pražské společnosti tehdejší doby na přelomu 19. a 20. století. Záměr autorky bylo podat přesvědčivý obraz světa proletářské třídy spolu s vrstvou chudých obyvatel a buržoazie. Tento záměr je předkládán na pozadí životního příběhu ženy. V díle se čistá morálka mladého děvčete, reprezentující svět proletářů, ocitá ve střetu s morálkou buržoazní společnosti.
Dílo je vystavěno kolem motivu panenství. Na něj je nazíráno čistě jako na „fakt vnitřní pravdivosti, nezávislosti a absolutní nepřizpůsobivosti měšťácké morálce.“ Důraz na neporušenost panenství v díle zobrazuje dobovou normu tehdejší společnosti. Žena měla do manželského vztahu vstoupit jako neporušena a pohlavně čistá. Tato problematická dobová norma je nám předkládána prostřednictvím životního příběhu hlavní hrdinky Hanky, která se ocitá ve světě buržoazní třídy. Román bojuje proti falešné mešťácké morálce, která spočívá v tom, že je žena považována za hodnotnou jen tehdy, když si střeží své panenství.
Přesto, že se Marie Majerová v díle snažila o typologizaci postav pomocí popisů povahových rysů, postavy se však čtenáři mohou jevit jako nejasné a v jejich chování se objevují náhlé zvraty. O postavách se v díle dozvídáme spíše z jejich jednání než z jejich psychologizace. Marie Majerová zobrazuje postavy jako sociálně podmíněné. Toto sociální podmínění se odráží v jejich chování a jednání.
Děj díla je zejména na jeho konci postaven na nečekaných zvratech, a to víceméně na pár stránkách textu: „Hana se náhle rozhodne, že se provdá za Vlčka, k němuž dosud cítila spíš odpor, vzápětí navštíví pana radu, ale nedokáže se prodat, nato odmítne Vlčka a vrátí se k umírajícímu Jimešovi, posléze svolí k sňatku s panem Nevostrým a o svatební noci zešílí.“

## Kritika
František Götz se zmiňuje ve své stati Prvý románový pokus Marie Majerové o tom, že je znát, že dílo Panenství je Majerovou prvotinou. Neúplnost vidí v rozvržení a formě románu. Rovněž postrádá vykreslení povahy postavy Jimeše, a nerozlišenost řečí postav. Přesto oceňuje, že se Majerové podařilo zachytit „skutečný život, a ne jeho násilné zkresleniny“. Dále dodává, že „[…] umění Marie Majerové převyšovalo mnohou tehdy tak ceněnou románovou stylizaci, a to svou životností a bezprostředností.“
Josef Hora ve své stati Panenství oceňuje snahu Marie Majerové o zobrazení skutečného pražského života. "Dokumentární naturalismus spojuje se v Panenství s tehdejšími živě diskutovanými mezi pokrokovou mládeží problémy mravními. [...]" Vyzdvihuje prvky sentimentalismu a romantiky příběhu, které jsou do díla vloženy.

## Adaptace
Román Panenství se stal předlohou pro natočení stejnojmenného filmu v roce 1937 v režii Otakara Vávry. Do hlavní role byla obsazena Lída Baarová. Filmové zpracování je ale značně pozměněno, a to zejména změnami týkající se prostředí děje či zakončení příběhu.